# Irv Kluger
Irving „Irv“ Kluger (* 9. Juli 1921 in New York City; † 28. Februar 2006 in Las Vegas) war ein US-amerikanischer Schlagzeuger und Vibraphonist des Swing.
Kluger studierte zunächst Geige an der Henry St. Settlement School und an der New York University Komposition und nahm privat Schlagzeugunterricht. Er begann mit 15 Jahren professionell zu spielen. Zunächst war er bei Bob Astor, aber sein erstes festes Engagement war 1942/43 bei Georgie Auld (mit dem er aufnahm). Danach spielte er bei Bob Chester und Freddie Slack (1943/44), 1945 bis 1947 bei Boyd Raeburn und danach bei Herbie Fields und Bobby Byrne (1947). 1947/48 war er bei Stan Kenton, 1949 bei Tex Beneke und 1949/50 bei Artie Shaw. 1950 bis 1953 spielte er im Orchester des Musicals Guys and Dolls und 1953/54 bei Artie Shaw (Gramercy Five). Danach war er Studiomusiker und Freelancer in Hollywood. Mitte der 1950er Jahre war er in der Hausband des Showtheaters Moulin Rouge in Hollywood.
Er nahm unter anderem mit Ella Fitzgerald, Dizzy Gillespie (1945), Dave Pell (1956), Bud Powell, The Four Freshmen, Les Paul auf (neben den Bigband-Aufnahmen). Später spielte er unter anderem mit Benny Goodman und Woody Herman.
Er nahm nie unter eigenem Namen auf.